# Oban Star Racers
Oban star racers er en fransk-japansk tegnefilmserie der handler om pigen Eva Wei (Molly) som vokser op på en kostskole, fordi hendes far Don Wei ikke har tid til hende efter at hendes mor døde i et racerløb.
Serien kørte tidligere på Jetix, som nu er kendt som Disney XD
Da Eva fylder 15 år stikker hun af fra kostskolen, for at opsøge sin far Don Wei, som hun ikke har hørt fra i 10 år. Da hun finder sin far, kan han ikke huske hende og hun bilder ham ind, at hun hedder Molly og er mekaniker, så hun bliver ansat hos ham.
Samme dag kommer præsidenten forbi for at tale med Don Wei. Præsidenten overtaler Don Wei til at samle det perfekte racer hold, der kan vinde det universelle løb på Oban.
Don Wei får samlet et hold bestående af Rick, der styrer, Jordan som sidder ved kanonerne plus to mekanikere. 
Molly vil med, og hun følger efter holdet til rumskibet som skal føre dem til Oban.
Da de når frem til Oban, bliver Don Wei meget vred, da han opdager Molly i lasten.
Rick bliver skadet i første løb, og det giver Molly muligheden for at komme med på holdet.
Følg med Molly på hendes forrygende eventyr, hvordan hun får nye venner, og om hendes far finder ud af at hun er hans datter.

## Personer
- Eva/Molly er en meget egenrådig pige, som elsker at race. Da hun stikker af fra kostskolen vækker hun meget opmærksomhed. Hun er meget hidsig og finder sig ikke i noget!

Da hun overtager Rick´s plads på holdet, gør hun hvad der passer hende og lytter ikke til sin far. 
Hendes far efterlod hende på en kostskole som helt lille efter at hendes mor døde i et racerløb. Molly tror, at det var Spirit, som hendes mor kørte imod, der var skyld i morens død. Men da hun kører imod ham i Oban finder hun ud af at det ikke er ham.
Enten er hendes mor kørt galt på grund af en olielæk, eller også har en ond mand kaldet Canaletto med magi fået motoren til at sprænge i luften. Canaletto, som er en form for rumvæsen, er også skyld i Rick Thunderbolts ulykke. 
- Rick
- Jordan